# The 4-Skins
The 4-Skins je angleška Oi! skupina, ki je nastala v londonskem East Endu. Ustanovili so jo pevec Gary Hodgers, kitarist Tom »Hoxton« McCourt, basist Steve »H« Hammer in bobnar Gary Hitchcock leta 1979, razpadli pa so leta 1984. Ponovno so se združili leta 2007 z drugačno postavo.

## Biografija
Večina članov te skupine so ali so bili skinheadi. Tako so si tudi nadeli ime The 4-Skins (vedno so imeli po štiri člane). Medtem, ko so bili v večini člani skupine skinheadi, je bil eden od članov - Steve Pear - bolj Rockabilly stila. Kakorkoli že, so bili vsi navdušeni nad nogometom, saj so se na tekmah namreč spoznali.
The 4-Skins so poleg Sham 69, Cock Sparrer, The Business, Cockney Rejects eni od začetnikov Oi! glasbe. Veliko njihovih pesmi opeva njihovo sovraštvo do policije (na primer A.C.A.B., kar pomeni All Cops Are Bastards, slovensko: Vsi policaji so kreteni), politične teme, vojne in nezaposlenost.

## Člani

### 1979-1980
- Hoxton Tom McCourt (kitara)
- Gary Hodges (vokali)
- Steve 'H' Harmer (bas kitara)
- Gary Hitchcock (bobni).

### 1980-1981
- Hoxton Tom McCourt (bas kitara)
- Gary Hodges (vokali)
- Steve 'Rockabilly' Pear (kitara)
- John Jacobs (bobni)

### 1981-1983
- Hoxton Tom McCourt (bas kitara)
- Tony 'Panther' Cummins (vokali)
- John Jacobs (kitara/klaviature)
- Pete Abbot (bobni)

### 1983-1984
- Hoxton Tom McCourt (bas kitara)
- Roi Pearce (vokali)
- Paul Swain (kitara)
- Ian Bramson (bobni)

### 2007
- Gary Hodges (vokali)
- Steve 'H' Harmer (bas kitara)
- Mick Geggus (kitara)
- Andy Russell (bobni)

### 2008-
- Gary Hodges (vokali)
- Graham Bacon (bas kitara)
- Tom Brennan (kitara)
- Sedge Swatton (kitara)

## Delna diskografija

### Albumi
- The Good, The Bad & The 4-Skins (Secret Records (SEC 4), 1982)
- A Fistful Of...4-Skins (Syndicate Records (SYN 1), 1983)
- From Chaos to 1984 (Live) (Syndicate Records (SYN LP 5), 1984)
- The Return (Randale Records, 2010)

### Singli
- One Law For Them / Brave New World (Clockwork Fun (CF 101), 1981)
- Yesterdays Heroes / Justice/Get Out Of My Life (Secret Records (SHH 125), 1981)
- Low Life / Bread Or Blood (Secret Records (SHH 141), 1982)

### Oi! kompilacije
- »Wonderful World«, »Chaos« – Oi! The Album (EMI, 1980)
- »1984«, »Sorry« – Strength Thru Oi! (Decca Records, 1981)
- »Evil« – Carry On Oi! (Secret Records, 1981)
- »On The Streets« – Son Of Oi! (Syndicate Records, 1983)
- »Clockwork Skinhead«, »Plastic Gangster«, »Summer Holiday"- Lords Of Oi! (Dressed To Kill, 1997)
- »Glory Days«, »Chaos 2007« - Kings of Street Punk (G&R London, 2007)

### Ostale kompilacije
- A Few 4-Skins More, Vol.1 (Link Records, 1987)
- A Few 4-Skins More, Vol.2 (Link Records, 1987)
- The Wonderful World Of The 4-Skins (1987)
- Best of the 4-Skins (1989)
- Clockwork Skinhead (2000)
- Singles & Rarities (Captain Oi! Records, 2000)
- The Secret Life of the 4-Skins (Captain Oi! Records, 2001)
- History Of... (Double CD, Taang Records, 2003)